# Fahraj (Yazd)

Fahraj (Yazd) est un village du centre de l'Iran situé dans la province de Yazd et le district rural de Yazd. Il existe une ville du même nom Fahraj en Iran dans la province de Kerman.
Le village de Fahraj est situé à 22 km au sud-est de la ville de Yazd, sur la route Yazd-Bafq (بافق).
Le climat de la région est semi-désertique et l'altitude est de 1 270 mètres.

## Population
Selon le recensement général de la population de 2015 la population s'élevait à 2 963 habitants

## Histoire
L'origine du village remonte à la période pré-islamique. Son nom était à l'origine Farafar qui est devenu Pahrah puis Fahraj.
Les vestiges du village témoignent de son passé historique riche et ancien. Ses attractions historiques les plus importantes sont sa Mosquée de Fahraj (Yazd), l'une des plus anciennes d'Iran, la mosquée Ali Qandi, son réservoir d'eau (Ab anbar), son château, le mausolée des martyrs de Fahraj à Abadia Soinata à deux kilomètres du village, dédié aux zoroastriens tués par les armées musulmanes au début de l'islamisation de la région.

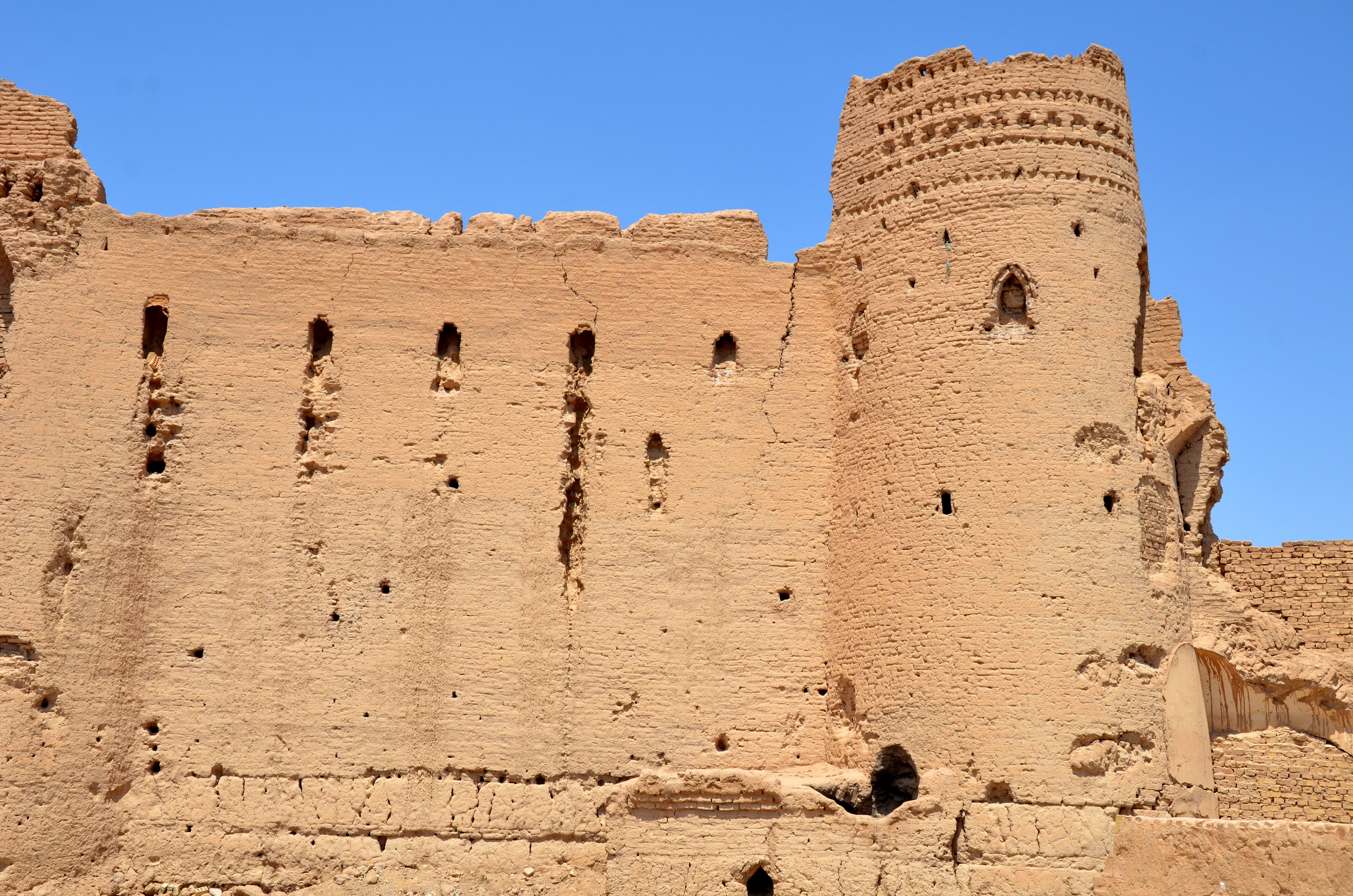
château de Fahraj

La ville a été le théâtre d'un épisode de la conquête musulmane de la Perse. L'armée du calife Omar ibn al-Khattâb, poursuivant l'empereur Sassanide est arrivée à Fahraj et a appelé les habitants zoroastriens à se convertir à l'Islam. Les habitants ont résisté et des batailles s'ensuivirent qui firent des martyrs des deux côtés. Le complexe-mausolée des martyrs de Fahraj est un édifice qui est dédié aux victimes musulmanes.

## Château de Fahraj
Le château de Fahraj  remonte au début de la période islamique au VIII siècle de notre ère. Les façades actuelles et leur décoration ne remontent toutefois qu'aux X et XI siècles. L'intérieur est fort érodé et menace ruine.
Il a été inscrit dans la liste des monuments nationaux en Iran le 16 novembre 1989 sous le numéro 29987.
L'ouvrage se caractérise par son entrée étroite et le nombre d'étages qui s'élève à deux. Le plan est quadrangulaire, bordé a chaque coin par quatre tours circulaires.

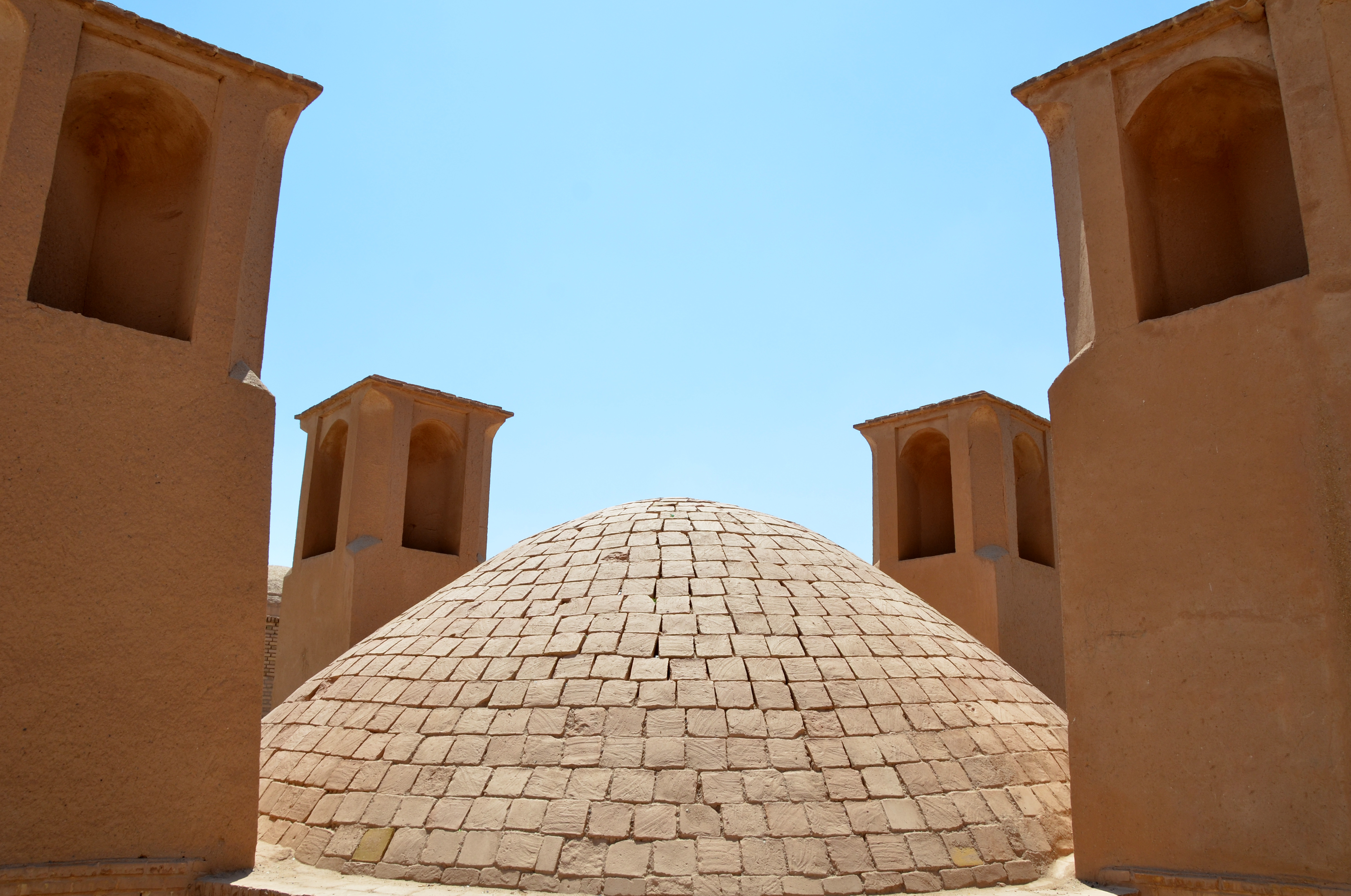
réservoir d'eau d'Hussainiya

## Réservoir d'eau d'Hussainiya
Le réservoir d'Hussainiya est situé dans le centre du village de Fahraj. Il est repris dans liste du patrimoine national de l'Iran sous le no 24747. Son origine remonte aux périodes préislamiques durant laquelle s'y tenaient des cérémonies consacrée à l'eau.

## Complexe des martyrs de Fahraj

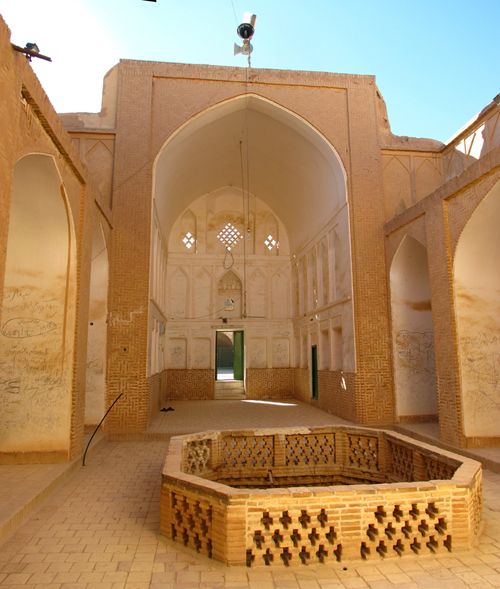
complexe des martyrs de Fahraj ou Yazd Shohada

Le complexe se trouve  sur la route de Fahraj à Bafq. Il dispose de trois cours dont l'une donnait accès à un réservoir d'eau. On y trouve plusieurs tombes dont les noms des défunts ne sont pas connus du fait de dommages causés. Une seule inscription subsiste qui date du IX siècle portant le nom de Hassan Nami.
Ce complexe est devenu une école puis au IX et X e siècle de notre ère un monastère. L'intérieur de celui-ci était décoré de belles tuiles vert turquoise sur lesquelles figurent des versets coraniques,

### Développement du tourisme
- Faire revivre la culture et les coutumes du village;
- Mise en place d'un marché artisanal;
- Installations de bureaux de tourisme internationaux;
- présentation de la cuisine locale;
- restauration des monuments;
- accessibilité aux personnes handicapées.